# نبرد جزیره ویک
نبرد جزیره ویک نبردی است در جنگ جهانی دوم که در تاریخ ۸ تا ۲۳ دسامبر سال ۱۹۴۱ میان ارتش امپراتوری ژاپن و ارتش ایالات متحده آمریکا که همزمان با حمله ژاپن به پرل هاربر در جزیره ویک رخ داد و در نهایت با پیروزی تاکتیکی ارتش امپراتوری ژاپن و پیروزی استراتژیکی ارتش ایالات متحده آمریکا پایان یافت.

## نگارخانه

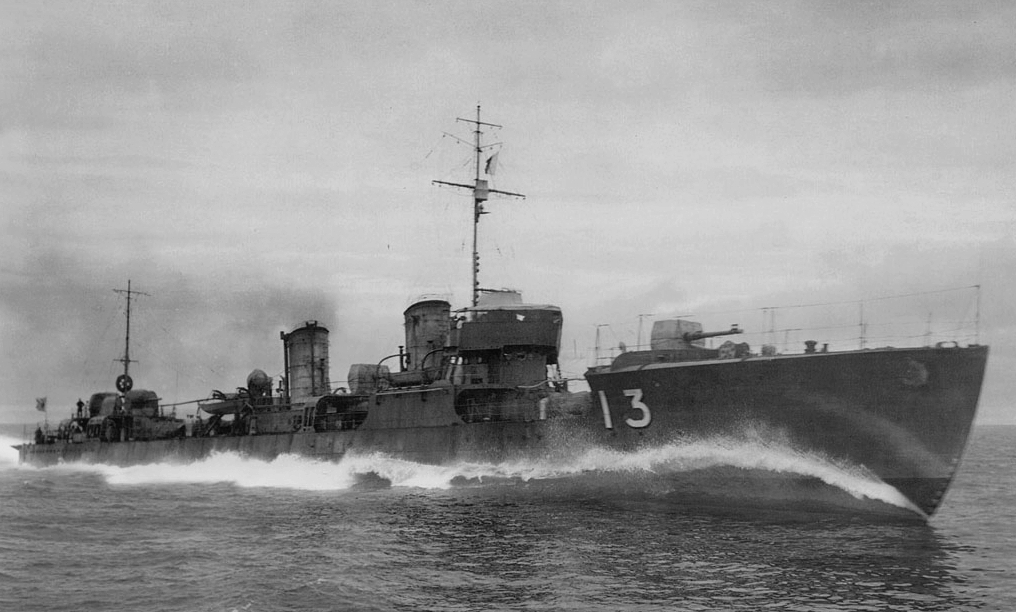
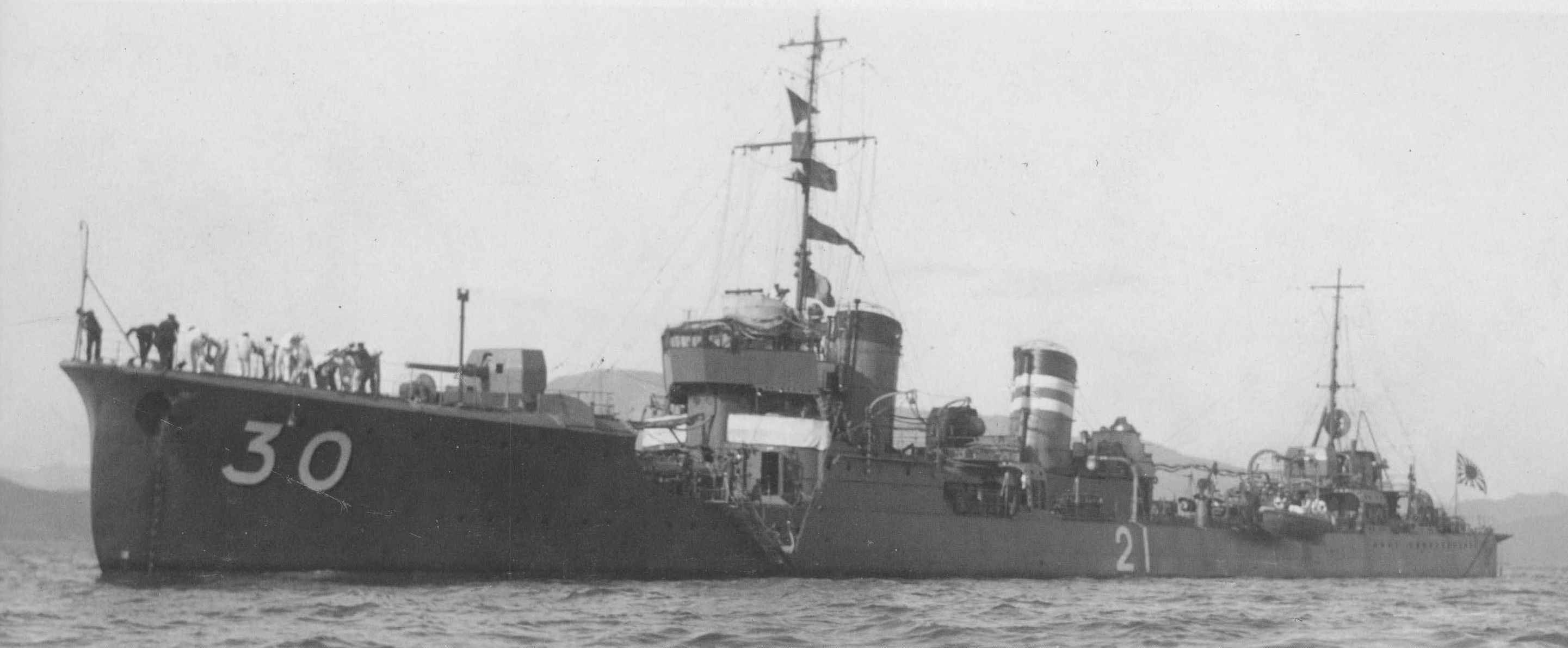
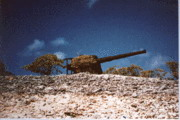
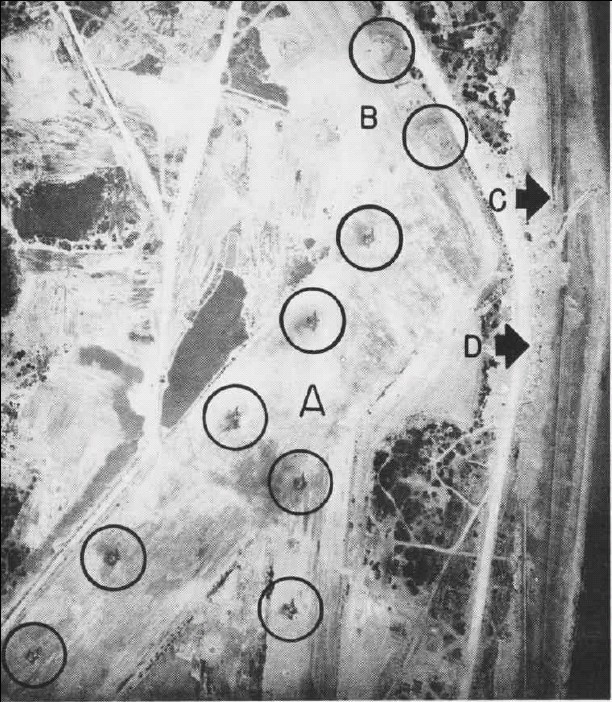
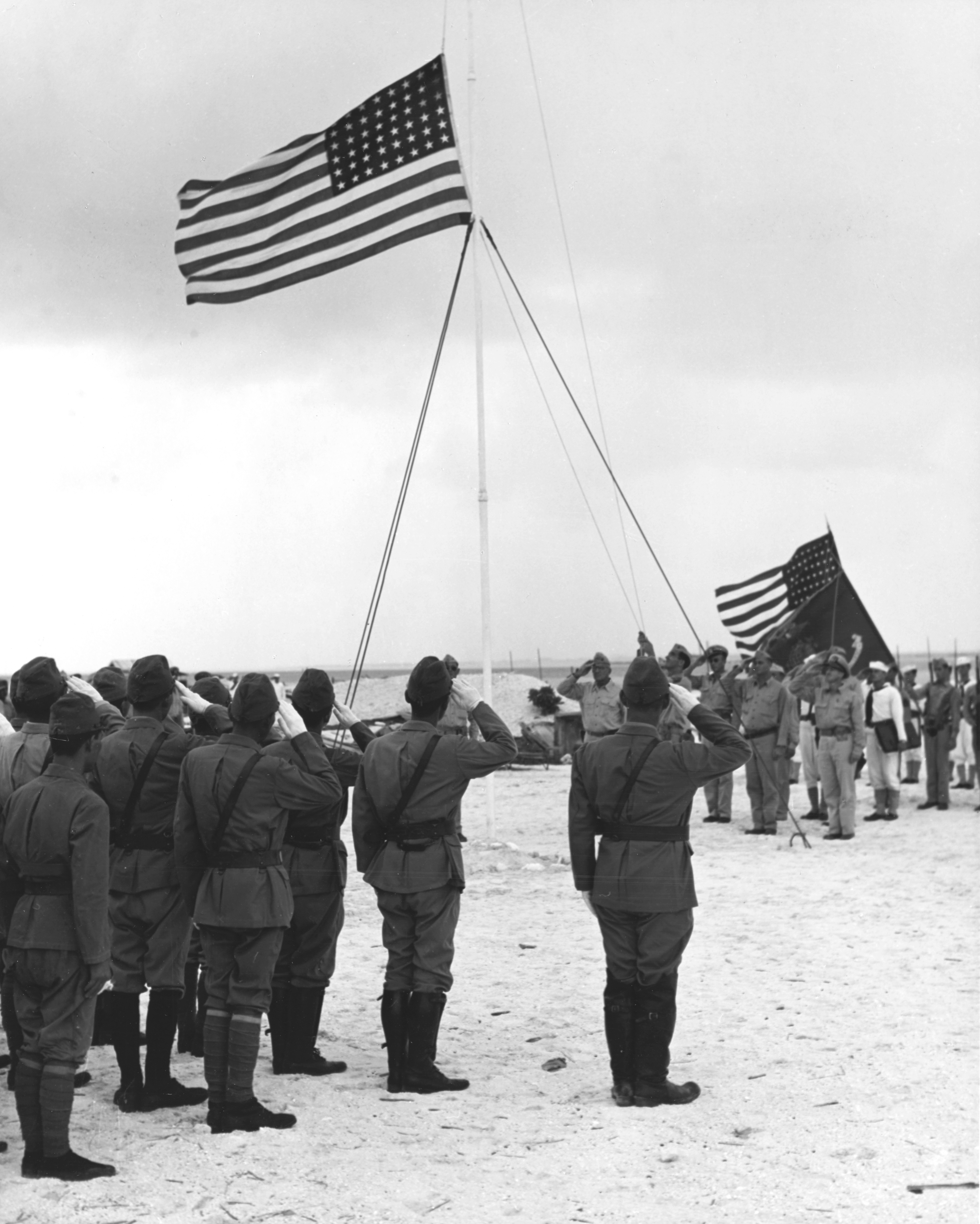
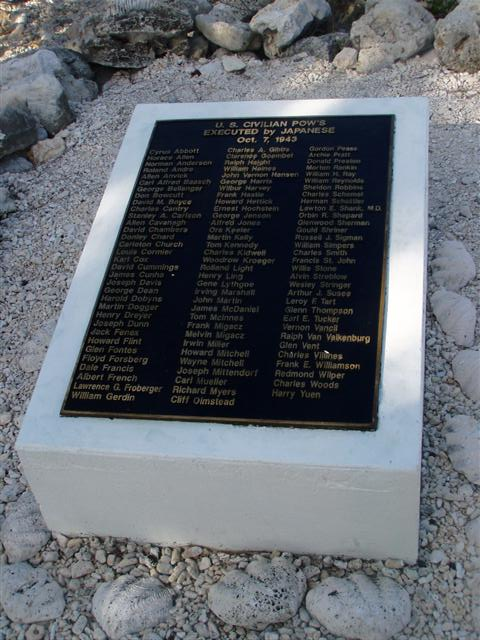